# 16 Uhr 50 ab Paddington (Film)
16 Uhr 50 ab Paddington (Originaltitel: Murder She Said) ist ein Kriminalfilm aus dem Jahr 1961. Er basiert frei auf dem gleichnamigen Roman der britischen Autorin Agatha Christie.

## Handlung
Während einer Zugfahrt beobachtet Miss Marple, wie in einem Abteil eines überholenden Zuges eine männliche Person eine Frau erwürgt. Inspektor Craddock muss Miss Marple jedoch mitteilen, dass nirgendwo eine Leiche zu finden ist, und hält ihre Beobachtung für ein Hirngespinst. So beschließt Miss Marple, mit Unterstützung des Bibliothekars Mr. Stringer, selbst zu recherchieren.
Tatsächlich findet sie entlang der Eisenbahnlinie Spuren, die an einer Mauer des Landsitzes Ackenthorpe Hall enden. Um bei der vermögenden Familie Ackenthorpe unauffällig nach weiteren Spuren suchen zu können, lässt sie sich dort über eine Arbeitsvermittlung als Hauswirtschafterin anstellen.
Bei einer nächtlichen Suchaktion findet sie in einem Stall in einem Sarkophag die Leiche der ermordeten Frau. Miss Marple verständigt Mr. Stringer, der anonym Inspektor Craddock über die Leiche informiert. Nach der Untersuchung der Leiche weist der Arzt Dr. Quimper darauf hin, dass die Kleidung der Toten aus Frankreich zu stammen scheint. Evelyn Ackenthorpe hatte zuvor einen Brief von einer gewissen Martine aus Frankreich erhalten, die behauptete, mit ihrem im Krieg gefallenen Bruder Edmund verheiratet gewesen zu sein. Im Brief kündigte sie eine Reise nach England an, um die Angehörigen zu treffen. Evelyn vermutet deshalb, dass es sich bei der Toten um die Französin Martine aus dem Brief handelt, was sie der Polizei mitteilt. Der Verdacht fällt somit auf die erbberechtigten Familienmitglieder der Ackenthorpes.
Albert Ackenthorpe stirbt kurze Zeit später nach einem Abendessen an einer Vergiftung durch Arsen. Harold Ackenthorpe wird, durch seine eigene Flinte getötet, auf einem Weg aufgefunden. Miss Marple hat inzwischen genug Indizien gesammelt und meint, den Mörder zu kennen. Sie stellt sich als Lockvogel zur Verfügung und überführt so den Mörder Dr. Quimper. Er plante, Evelyn zu ehelichen, um anschließend nach dem Tod des Hausherrn ein Vermögen zu erben. Bei der getöteten Frau im Zug handelte es sich nicht um die Französin Martine, sondern um Dr. Quimpers Ehefrau. Er ließ es so aussehen, als ob es sich um Martine handelt, um den Verdacht auf die Familie Ackenthorpe zu lenken. Die weiteren Morde verübte er, um sein künftiges Erbe zu vergrößern. Als Dr. Quimper erfährt, dass Miss Marple ihn durchschaut hat, versucht er, mit einer Giftspritze auch sie zu ermorden. Inspektor Craddock kann jedoch im letzten Moment dazwischengehen und den Mörder verhaften. Am Ende des Films macht der Hausherr Luther Ackenthorpe Miss Marple einen Heiratsantrag, den sie jedoch ablehnt.

## Trivia
- 16 Uhr 50 ab Paddington ist der erste von insgesamt vier „Miss-Marple“-Filmen mit Margaret Rutherford in der Hauptrolle. Margaret Rutherford bestand darauf, in dem Film ihre eigenen Kleider zu tragen. Außerdem reklamierte sie die extra für die Filme geschaffene Rolle des Mr. Stringer für Stringer Davis, ihren Ehemann, was Agatha Christie nicht besonders gefiel.
- Nur in dieser Verfilmung ist die deutsche Synchronstimme von Margret Rutherford Agnes Windeck – in den drei weiteren Verfilmungen leiht ihr Ursula Krieg ihre Stimme. Diese ist hier kurz als Besucherin der Bibliothek zu hören.
- Bei der Szene in der Arbeitsvermittlung sieht man durchs Fenster die Stadt Rothenburg ob der Tauber.
- Die Darstellerin der Zugehfrau Mrs. Kidder, Joan Hickson, wurde im fortgeschrittenen Alter die Hauptdarstellerin in einer englischen Miss-Marple-Serie. Im Rahmen der Serie spielte sie 1987 in der Fernseh-Neuverfilmung von 4.50 from Paddington, die sich viel enger an die Romanvorlage hielt.
- Während der Zugfahrt zu Beginn des Films liest Miss Marple den Kriminalroman Death has Windows eines Autors mit dem Namen Michael Southcott; weder Buch noch Autor existieren jedoch in der Realität. Gegen Ende des Films sieht man im Zimmer von Miss Marple eine Ausgabe von Murder is Easy von Agatha Christie liegen.
- Sie berichtet dem Zugschaffner von dem beobachteten Mord und gibt diesem ihre Adresse an: In den Verfilmungen mit Margaret Rutherford wohnt Miss Marple in der Old Pasture Lane im fiktiven Dorf Milchester. Im Roman jedoch lebt Miss Marple in dem fiktiven kleinen Dorf St. Mary Mead, einem typischen englischen Örtchen in der ebenso fiktiven Grafschaft Downshire unweit der größeren zentralen Ortschaft Much Benham, in der auch die Kriminalpolizei residiert.
- Der Name Emma Ackenthorpe wurde in der deutschen Synchronisation in Evelyn Ackenthorpe geändert.
- Im Roman lautet der Familienname Crackenthorpe und nicht Ackenthorpe wie in der Filmfassung.
- In Anlehnung an den Originaltitel des Filmes Murder she said wurde die Fernsehserie Murder she wrote benannt.
- Im Roman sieht Miss Marple nicht selbst die Ermordung, sondern diese wird ihr von einer Freundin berichtet.

## Synchronisation
Die deutsche Synchronbearbeitung entstand 1962 im MGM-Synchronisations-Atelier, Berlin.
| Rolle              | Darsteller              | Synchronsprecher       |
| ------------------ | ----------------------- | ---------------------- |
| Miss Marple        | Margaret Rutherford     | Agnes Windeck          |
| Luther Ackenthorpe | James Robertson Justice | Paul Wagner            |
| Inspektor Craddock | Charles Tingwell        | Wolfgang Lukschy       |
| Jim Stringer       | Stringer Davis          | Walter Bluhm           |
| Dr. Paul Quimper   | Arthur Kennedy          | Paul Klinger           |
| Evelyn Ackenthorpe | Muriel Pavlow           | Eva Katharina Schultz  |
| Inspektor Bacon    | Gordon Harris           | Friedrich Schoenfelder |
| Albert Ackenthorpe | Gerald Cross            | Hugo Schrader          |
| Cedric Ackenthorpe | Thorley Walters         | Jörg Cossardt          |

## Kritiken
- „Wesentlich zum Erfolg der vier Filme (…) trug die britische Schauspielerin Margaret Rutherford bei, die als ‚englische Adele Sandrock‘ zwar äußerlich der Romanfigur nicht entsprach, aber die Rolle so sehr dominierte und die Figur mit Leben versah, daß niemand anders als Miss Marple vorstellbar wurde. (…) Die nicht sonderlich originellen Geschichten gewannen aber durch die leise Ironie und den britischen Humor, den die Hauptdarstellerin und ihr Regisseur George Pollock in die Filme einbrachten.“ – Meinolf Zurhorst: Lexikon des Kriminalfilms. Mit mehr als 400 Filmen von 1900 bis heute. Heyne, München 1993, ISBN 3-453-05210-2, S. 264

- „Der Film ist so altmodisch wie die Dame Rutherford und dennoch höchst liebenswert und amüsant.“ – Süddeutsche Zeitung, München

- „Ein sympathischer Kriminalfilm mit vielen amüsanten und auch spannenden Details und kleinen satirischen Seitenhieben.“ – „Lexikon des internationalen Films“[2] (CD-ROM-Ausgabe), Systhema, München 1997

- „Diese Christie-Rutherford-Filme gehören zum Besten, was die Branche an Einschlägigem zu bieten hat. Sie sind spannend und verbreiten doch intensive Gemütlichkeit.“ – Die Welt, Hamburg

- „Sie [Margaret Rutherford] begeistert mit ihrem hintergründigen Humor Millionen von Zuschauern.“ – Berliner Zeitung, Berlin

- „Humorgewürzte englische Kriminalunterhaltung nach Agatha Christie mit köstlichen Schauspielern.“ – Evangelischer Film-Beobachter, Kritik Nr. 92/1962

## Musik
Die Filmmusik zu den Miss-Marple-Filmen stammt von Ron Goodwin. Die markante Titelmelodie ist auf verschiedenen LPs und CDs erschienen. Eine Suite aus den Filmen ist auf der CD The Miss Marple Films, Label X LXE 706 vorhanden.

## DVD
- Miss Marple – 4-DVD-Box mit allen vier Filmen mit Margaret Rutherford (mehrere Ausgaben). In einer ersten Viererbox von Warner Home Video aus dem Jahr 2003 sind die Filme jedoch alle nicht in der Original-Breitwandversion auf den DVDs. Einzig Mörder ahoi! ist annähernd im Originalformat von 1.66:1 enthalten. In einer Neuauflage der Viererbox von Warner im Jahre 2006 sind die Filme digital überarbeitet und dieses Mal – abweichend von der Angabe auf der Verpackung – im Format von 1,78:1. Der Unterschied zwischen den beiden Auflagen liegt darin, dass das Bild der Erstausgabe (und der vorangegangenen Fernsehausstrahlungen) seitlich beschnitten ist, dafür am oberen und unteren Bildrand mehr Informationen enthält (was auf eine Open-Matte-Version hinzuweisen scheint), während das Bild der Neuauflage am oberen und unteren Bildrand beschnitten ist, dafür an den Seiten mehr Bildinformationen bietet. Beide Versionen weichen also vom Originalformat ab.